# Cheryl Miller (Schauspielerin)
Cheryl Lynn Miller (* 4. Februar 1943 in Sherman Oaks, Kalifornien) ist eine US-amerikanische Schauspielerin.

## Leben und Wirken
Cheryl Miller begann ihre Fernsehkarriere mit kleinen Rollen in Fernsehserien Anfang der 1960er Jahre. Bekannt wurde sie durch ihre Rolle als Paula Tracy (Tochter des Tierarztes Marsh Tracy) in der beliebten Serie Daktari. Cheryl Miller spielte diese Rolle in dem zuvor produzierten Pilotfilm Clarence, der schielende Löwe (Clarence, the Cross-Eyed Lion) von 1965 auch schon. Gedreht wurde die Serie zwischen 1966 und 1969. In Deutschland lief sie ab 1969 und wird bis heute häufig wiederholt. Über diese Rolle hinaus konnte sie sich als Schauspielerin in Hollywood jedoch nicht durchsetzen und spielte bis 1978 nur in kleineren Rollen.

## Filmografie
- 1957: Bachelor Father (Fernsehserie, eine Folge)
- 1962: Perry Mason (Fernsehserie, eine Folge)
- 1962: Erwachsen müßte man sein (Leave It To Beaver, Fernsehserie, eine Folge)
- 1962–1963: Our Man Higgins (Fernsehserie, zwei Folgen)
- 1963, 1965: Mutter ist die Allerbeste (The Donna Reed Show, Fernsehserie, zwei Folgen)
- 1964: Meine drei Söhne (My Three Sons, Fernsehserie, eine Folge)
- 1964: Katy (Fernsehserie, eine Folge)
- 1965: Flipper (Fernsehserie, vier Folgen)
- 1965: Disneyland (Fernsehserie, eine Folge)
- 1965: Eine Uni voller Affen (The Monkey's Uncle)
- 1965: Clarence, der schielende Löwe (Clarence, the Cross-Eyed Lion)
- 1966–1969: Daktari (Fernsehserie, 89 Folgen)
- 1972: Bright Promise (Fernsehserie)
- 1972: Sheriff Cade (Fernsehserie, eine Folge)
- 1972: Love, American Style (Fernsehserie, zwei Folgen)
- 1973: Notruf California (Emergency!, Fernsehserie, eine Folge)
- 1973: Doctor Death: Seeker of Souls
- 1974: Barnaby Jones (Fernsehserie, eine Folge)
- 1974: Die Straßen von San Francisco (The Streets of San Francisco, Fernsehserie, eine Folge)
- 1975: The Wide World of Mystery (Fernsehserie, eine Folge)
- 1975: The Man from Clover Grove
- 1976: Gemini Man (Fernsehserie, zwei Folgen)
- 1976: Hüter der Wildnis (Guardian of the Wilderness)
- 1977: Der Sechs-Millionen-Dollar-Mann (The Six Million Dollar Man, Fernsehserie, eine Folge)
- 1978: Police Story (Fernsehserie, eine Folge)
- 1978: Zirkuszauber (Mr. Too Little)
- 1980: Sheriff Lobo (Fernsehserie, eine Folge)